# Gnopernicus

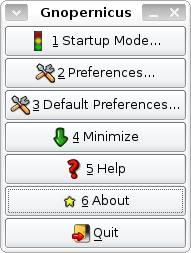

Gnopernicus es una aplicación de entorno de escritorio libre parte del proyecto de Accesibilidad de GNOME. Se trata de una tecnología de apoyo para usuarios invidentes o con dificultades de visión.
El Gnopernicus es un lector de pantalla y un amplificador que permite a los usuarios con visión limitada o ciegos utilizar el escritorio Gnome 2 y las aplicaciones que utilicen Gnome/GTK+2, brindando un traza de enfoque automatizado y ampliación a pantalla completa. El lector de pantalla usa SRCor, que reúne la información de todas las fuentes de entrada, las organiza y las presenta a las tres salidas: Braille, oralmente o magnifier.
El sistema ha quedado obsoleto y ha sido desbancado por orca.